# WITN-Tower
Der WITN-Tower ist ein 609,6 Meter hoher abgespannter Sendemast für die Verbreitung von FM- und TV-Programmen in Grifton, North Carolina. Der WITN-Tower besteht aus einer Fachwerkkonstruktion mit dreieckigem Querschnitt.
Der WITN-Tower trägt auch Messgeräte zu Überwachung des Kohlendioxidgehaltes der Luft.